# Michel Jouvet
Pour les articles homonymes, voir Jouvet.
Michel Jouvet, né le 16 novembre 1925 à Lons-le-Saunier et mort le 3 octobre 2017 à Villeurbanne, est un neurobiologiste français. Considéré comme l'un des pionniers de l'hypnologie, se définissant lui-même comme onirologue, on lui doit l'invention du terme de sommeil paradoxal pour décrire la phase du sommeil durant laquelle surviennent les rêves.

## Biographie
Son père médecin l'encourage, avec son frère, à se livrer à des jeux scientifiques dès l'âge de 10 ans. Michel Jouvet fait ses études secondaires au lycée Rouget-de-Lisle de Lons-le-Saunier. Alors qu'il envisage de devenir marin, la Seconde Guerre mondiale -au cours de laquelle il est sergent- avec le sabordage de la flotte française à Toulon et son évacuation sanitaire, le dissuade de poursuivre dans cette voie.
Après ses études à la faculté de médecine de Lyon, il devient en 1951 Interne des hôpitaux de Lyon et docteur en médecine de la faculté de médecine de Paris en 1956. Parallèlement, il s'est inscrit en faculté de lettres pour préparer un certificat en ethnologie. C'est ainsi qu'il s'est spécialisé en neurobiologie, neurochirurgie et neuropsychiatrie, disciplines qu'il juge indispensable pour devenir ethnologue.
De 1954 à 1955, il travaille avec des équipes de neurophysiologistes (notamment celle du neuroscientifique Horace Winchell Magoun (en)) au Veteran’s Hospital de Long Beach en Californie puis revient en France effectuer sa carrière à l’université Claude-Bernard à Lyon.
En 1959, il décrit les signes électroencéphalographiques de la mort cérébrale. Il est l'inventeur — par sérendipité, pour reprendre ses propres mots — en 1961 du concept de sommeil paradoxal et l'auteur de la classification du sommeil en ses différents stades, télencephalique (sommeil lent, en raison des ondes lentes qui l'accompagnent sur les tracés d'EEG) et rhombencéphalique (sommeil paradoxal, durant lequel sont enregistrés des mouvements oculaires rapides, d'où son nom en anglais de REM-sleep, REM pour l'anglais : rapid eye movements).
Jouvet propose la théorie spéculative selon laquelle la fonction du rêve serait « une reprogrammation neurologique itérative pour préserver chez l'individu l'hérédité psychologique à la base de sa personnalité ». Ses hypothèses concernant la fonction du rêve invalident, selon lui, celles de Freud ; elles sont en revanche similaires aux théories jungiennes sur la fonction des rêves.
Jouvet meurt à Villeurbanne à l'âge de 91 ans. Il résidait à Sainte-Croix dans l'Ain. Marié à Anne Jouvet, neuropathologiste des Hospices civils de Lyon et chercheuse à l'INSERM, il était père de quatre enfants.

## Récompenses et distinctions
- Croix du combattant volontaire de la guerre de 1939-1945.
- Prix Laborde de la Société de biologie (1961).
- Membre de l'Académie des sciences (1977).
- Médaille d'or du CNRS (1989)[12].
- Prix mondial Cino-Del-Duca (1991).
- Prix Science et Défense (1994).
- Prix international de la Fondation Fyssen (1997).
- Officier de la Légion d'honneur[Quand ?].
- Commandeur de l'ordre national du Mérite.
- Commandeur de l'ordre des Palmes académiques.
- Officier de l’ordre du Mérite du Niger[2].

## Travaux
Michel Jouvet est l'auteur de plusieurs centaines d'articles de neurobiologie, qui vont de la vulgarisation aux cours d'université.

### Ouvrages
- Neurophysiologie des états de sommeil, Paris, CNRS, 1965.
- (it) La Natura del Sogno, Rome, Theoria, 1991.
- Le Sommeil et le Rêve, Paris, Odile Jacob, 1992, 1993, 1998, 2000[13].
- Le Château des songes, Paris, Odile Jacob, 1992.
- Le Grenier des rêves : Essai d’onirologie diachronique (avec Monique Gessain), Paris, Odile Jacob, 1997.
- Pourquoi rêvons-nous, pourquoi dormons-nous ? : Où, quand, comment ?, Paris, Odile Jacob, 2000.
- Le Voleur de songes, Paris, Odile Jacob, 2004.
- De la science et des rêves : Mémoires d'un onirologue, Paris, Odile Jacob, 2013.
- Le Sommeil, la Conscience et l’Éveil, Paris, Odile Jacob, 2016.